# Crepis alpestris
La   radichiella alpestre (nome scientifico  Crepis alpestris   (Jacq.) Tausch, 1828 ) è una pianta angiosperma dicotiledone della famiglia delle Asteraceae.

## Etimologia
L'etimologia del nome generico (Crepis) non è molto chiara. In latino Crèpìs significa pantofola, sandalo e i frutti, di alcune specie di questo genere, sono strozzati nella parte mediana ricordando così (molto vagamente) questo tipo di calzare. Inoltre lo stesso vocabolo nell'antica Grecia indicava il legno di Sandalo. L'epiteto specifico (alpestris ) indica l'habitat naturale della specie, in particolare sotto il limite del bosco.
Il nome scientifico della specie è stato definito per la prima volta dai botanici Nikolaus Joseph von Jacquin (1727-1817) e Ignaz Friedrich Tausch (1793-1848) nella pubblicazione " Flora; oder, (allgemeine) botanische Zeitung. Regensburg, Jena" ( Flora 11(1): 79) del 1828.

## Descrizione

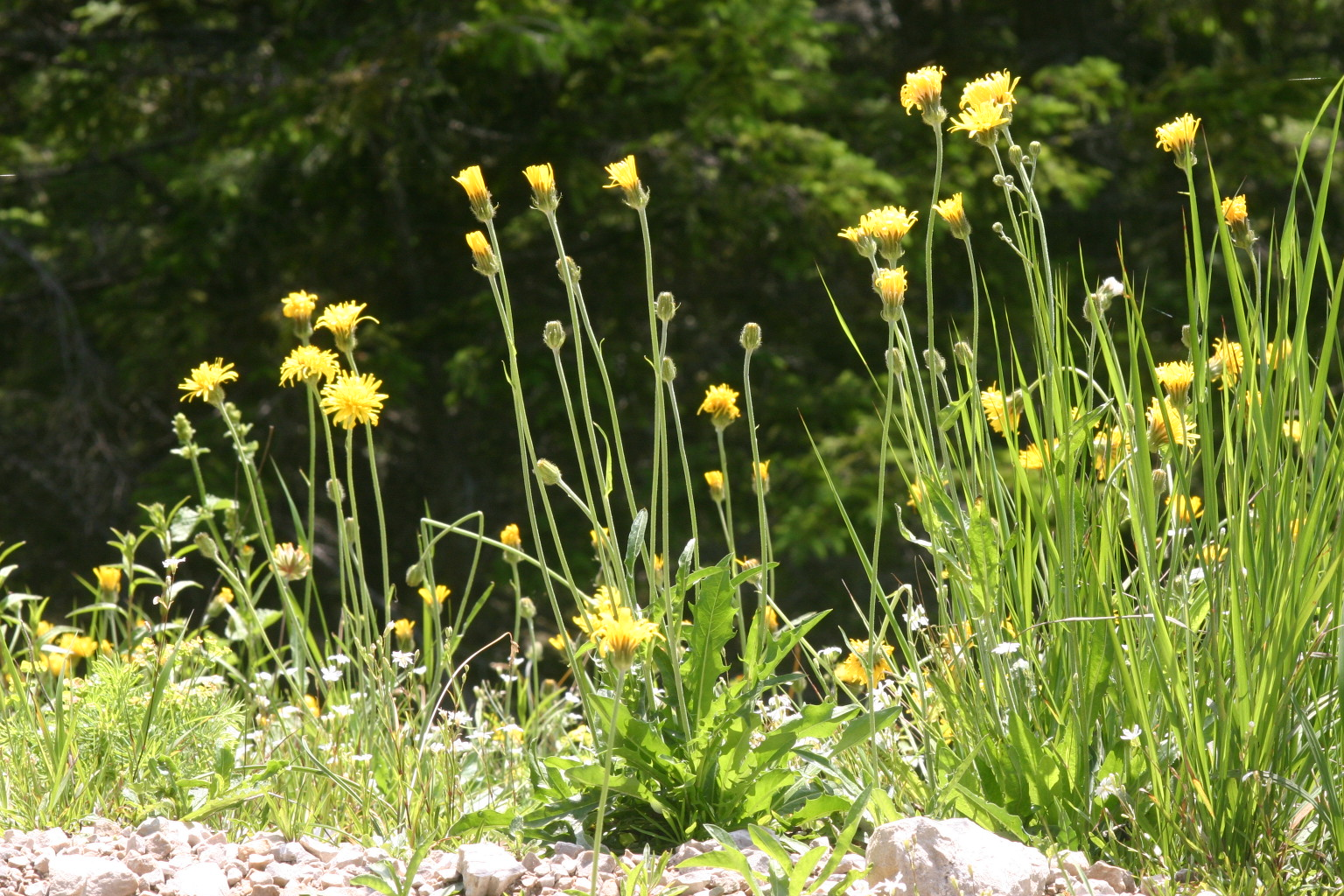
Il portamento

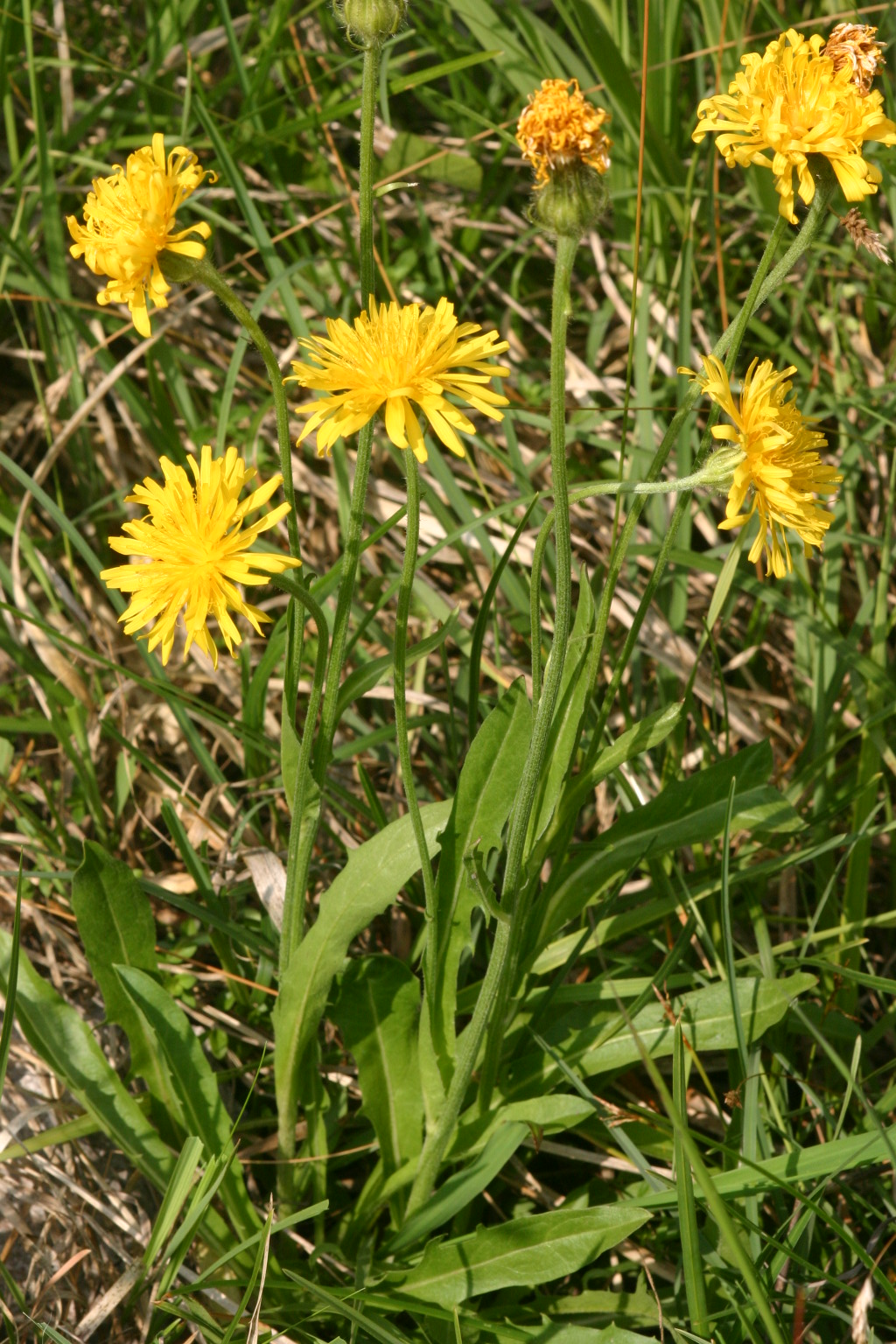
Infiorescenza e fogliame

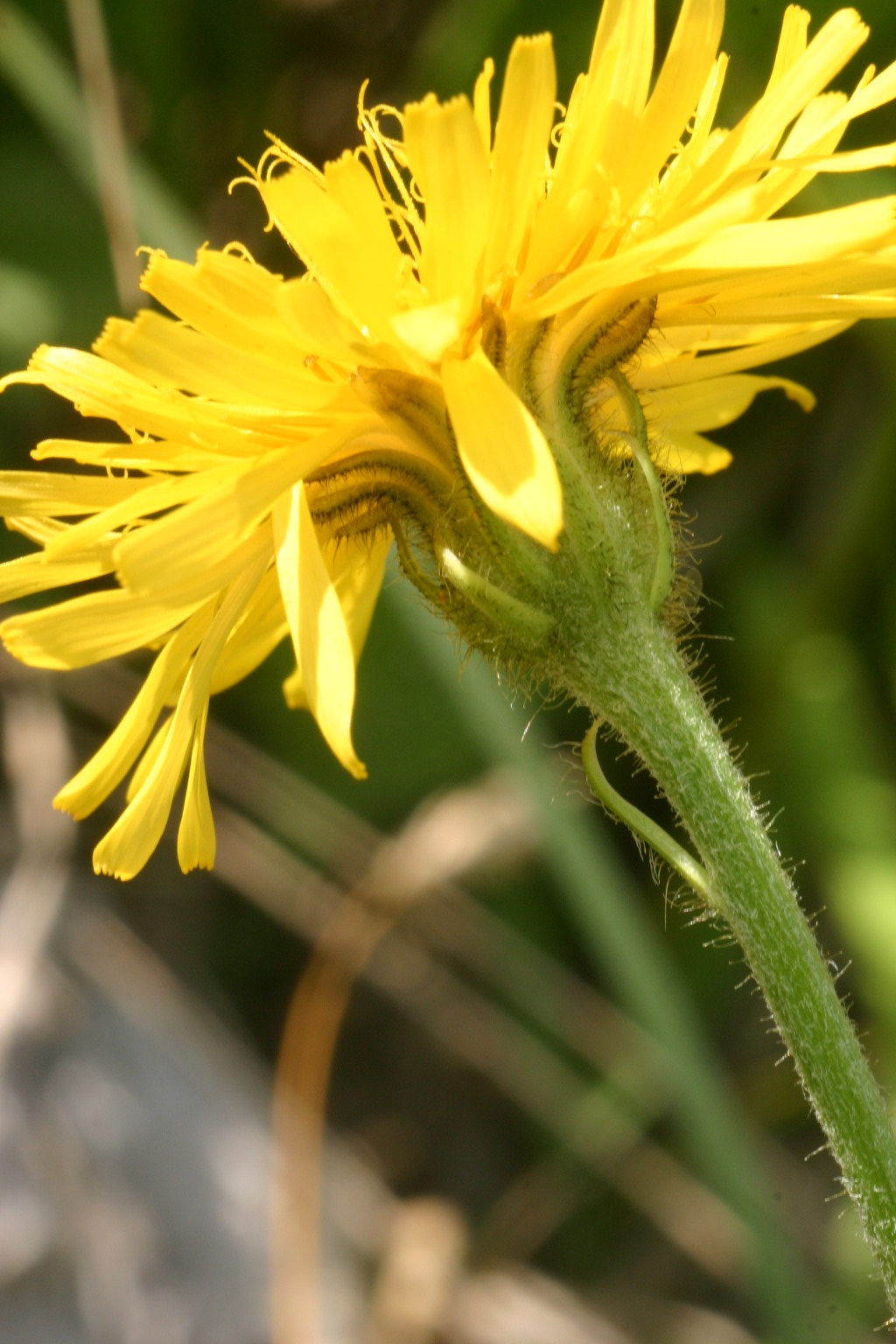
I fiori

Habitus. La pianta di questa specie è una erbacea perenne. Le forme biologiche per questa specie sono (1) emicriptofita scaposa (H scap), ossia piante erbacee, a ciclo biologico perenne, con gemme svernanti al livello del suolo e protette dalla lettiera o dalla neve e sono dotate di un asse fiorale eretto e spesso privo di foglie e (2) emicriptofita rosulata (H ros), ossia piante erbacee, a ciclo biologico perenne, con gemme svernanti al livello del suolo e protette dalla lettiera o dalla neve e hanno le foglie disposte a formare una rosetta basale. Gli steli contengono abbondante latice amaro.
Fusto. I fusti di queste piante sono generalmente eretti semplici (poco frondosi) e leggermente gonfi. La superficie può essere striata o solcata e pelosa (da tomentosa a glabrescente). A volte sono presenti delle setole ghiandolose. Gli scapi fiorali sono cavi e afilli; possono originare direttamente dal rizoma. Le radici possono essere del tipo a fittone e sono legnose e sottili. L'altezza media delle piante varia da 10 a 35 cm.
Foglie. Le foglie si dividono in basali e cauline.
- Foglie basali: le foglie radicali sono sempre presenti e formano una rosetta basale; generalmente sono picciolate e hanno una lamina a contorno da oblanceolato a strettamente obovato di tipo pennatopartito o pennatosetto con lacinie sottili (runcinate). La superficie può essere irsuta per brevi peli ghiandolari. Dimensione delle foglie: larghezza 0,5 - 2,2 cm; lunghezza 3 – 12 cm.
- Foglie cauline: le foglie cauline, se sono presenti, sono progressivamente più piccole e poco sviluppate, a lamina intera più o meno lineare e sono amplessicauli. Le foglie lungo il caule sono disposte in modo alterno.

Infiorescenza. L'infiorescenza è formata da uno a tre capolini eretti e emisferici. Ogni capolino è formato da un peduncolo che sorregge un involucro emisferico, ghiandoloso e grigio-tomentoso, formato da 2 serie di brattee o squame disposte in modo embricato e scalato, che fanno da protezione al ricettacolo sul quale s'inseriscono i fiori ligulati. La forma delle brattee, disuguali fra le due serie (quelle esterne sono più corte di 1/3 - 1/2 di quelle interne) può essere da lanceolata a lineare con margini continui oppure no. Il ricettacolo è piano e nudo (senza pagliette a protezione della base dei fiori, o raramente sono presenti). Diametro dei capolini: 3 – 4 cm. Dimensioni dell'involucro: larghezza 7 – 12 mm; lunghezza 9 – 16 mm.
Fiori. I fiori tutti ligulati, sono tetra-ciclici (ossia sono presenti 4 verticilli: calice – corolla – androceo – gineceo) e pentameri (ogni verticillo ha in genere 5 elementi). I fiori sono ermafroditi, fertili e zigomorfi.
- Formula fiorale:

*/x K {\displaystyle \infty }, [C (5), A (5)], G 2 (infero), achenio
- Calice: i sepali del calice sono ridotti ad una coroncina di squame.
- Corolla: le corolle sono formate da una ligula terminante con 5 denti (è la parte finale dei cinque petali saldati fra di loro). Il colore dei fiori è in prevalenza giallo, ma si possono avere anche fiori aranciati, bianchi o rosei. La superficie può essere sia pubescente che glabra. Lunghezza della corolla: 17 – 23 mm.
- Androceo: gli stami sono 5 con filamenti liberi e distinti, mentre le antere sono saldate in un manicotto (o tubo) circondante lo stilo.[14] Le antere alla base sono prive di codette. Il polline è tricolporato.[15]
- Gineceo: lo stilo è filiforme. Gli stigmi dello stilo sono due divergenti e ricurvi con la superficie stigmatica posizionata internamente (vicino alla base).[16] L'ovario è infero uniloculare formato da 2 carpelli.
- Fioritura: da (maggio) giugno a luglio.

Frutti. I frutti sono degli acheni con pappo. Il frutto consiste in un achenio chiaro o oscuro, cilindrico o fusiforme (non compresso), con varie coste (circa 10 - 12), con la superficie trasversalmente tubercolata e sormontato da un becco (può essere assente) lungo 1/5 del corpo. Il pappo è soffice (ma tenace) formato da peli semplici (non ramificati) di colore generalmente bianco (o bianco sporco quasi giallastro) disposti su più serie. In uno stesso capolino i frutti sono monomorfici (tutti uguali). Dimensione degli acheni: 7 – 10 mm.

## Biologia
- Impollinazione: l'impollinazione avviene tramite insetti (impollinazione entomogama tramite farfalle diurne e notturne).
- Riproduzione: la fecondazione avviene fondamentalmente tramite l'impollinazione dei fiori (vedi sopra).
- Dispersione: i semi (gli acheni) cadendo a terra sono successivamente dispersi soprattutto da insetti tipo formiche (disseminazione mirmecoria). In questo tipo di piante avviene anche un altro tipo di dispersione: zoocoria. Infatti gli uncini delle brattee dell'involucro si agganciano ai peli degli animali di passaggio disperdendo così anche su lunghe distanze i semi della pianta.

## Distribuzione e habitat

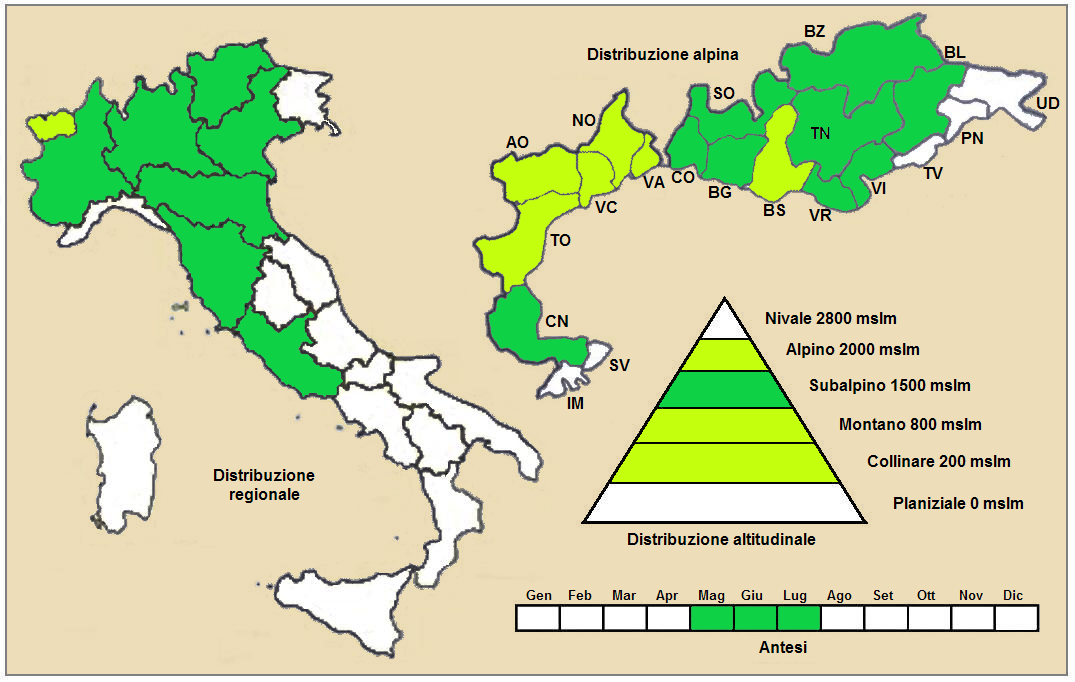
Distribuzione della pianta (Distribuzione regionale – Distribuzione alpina)

- Geoelemento: il tipo corologico (area di origine) è Orofita - Sud Est Europeo.
- Distribuzione: in Italia questa specie si trova raramente nelle Alpi e ancora più raramente nell'Appennino settentrionale. Fuori dall'Italia, sempre nelle Alpi, questa specie si trova in Francia, Svizzera, Austria e Slovenia. Sugli altri rilievi collegati alle Alpi è presente nel Massiccio del Giura e Carpazi.[18] Nel resto dell'Europa e dell'areale del Mediterraneo si trova in Europa centrale, Penisola Balanica e Anatolia.[2]
- Habitat: l'habitat preferito per queste piante sono i pascoli subalpini, le pinete e i greti. Il substrato preferito è calcareo con pH basico, bassi valori nutrizionali del terreno che deve essere umido.[18]
- Distribuzione altitudinale: sui rilievi, in Italia, queste piante si possono trovare fino a 1.200 - 2.200 m s.l.m.; nelle Alpi frequentano quindi i seguenti piani vegetazionali: subalpino e in parte quello alpino, a quote più alte e verso il basso i piani vegetazionali: collinare e montano.

### Fitosociologia
Dal punto di vista fitosociologico alpino Crepis alpestris appartiene alla seguente comunità vegetale:
Formazione: delle comunità delle praterie rase dei piani subalpino e alpino con dominanza di emicriptofite
Classe: Elyno-Seslerietea variae
Ordine: Seslerietalia variae
Alleanza: Seslerion variae

## Tassonomia
La famiglia di appartenenza di questa voce (Asteraceae o Compositae, nomen conservandum) probabilmente originaria del Sud America, è la più numerosa del mondo vegetale, comprende oltre 23.000 specie distribuite su 1.535 generi, oppure 22.750 specie e 1.530 generi secondo altre fonti (una delle checklist più aggiornata elenca fino a 1.679 generi). La famiglia attualmente (2021) è divisa in 16 sottofamiglie.

### Filogenesi
Il genere di questa voce appartiene alla sottotribù Crepidinae della tribù Cichorieae (unica tribù della sottofamiglia Cichorioideae). In base ai dati filogenetici la sottofamiglia Cichorioideae è il terz'ultimo gruppo che si è separato dal nucleo delle Asteraceae (gli ultimi due sono Corymbioideae e Asteroideae). La sottotribù Crepidinae fa parte del "quarto" clade della tribù; in questo clade è in posizione "centrale" vicina alle sottotribù Chondrillinae e Hypochaeridinae.
La sottotribù è divisa in due gruppi principali uno a predominanza asiatica e l'altro di origine mediterranea/euroasiatica. Da un punto di vista filogenetico, all'interno della sottotribù, sono stati individuati 5 subcladi. Il genere di questa voce appartiene al subclade denominato "Crepis-Lapsana-Rhagadiolus clade", composto dai generi Crepis L., 1753, Lapsana L., 1753 e Rhagadiolus Juss., 1789. Dalle analisi Crepis risulta parafiletico (per cui la sua circoscrizione è provvisoria).
Nella "Flora d'Italia" le specie italiane di Crepis sono suddivise in 4 gruppi e 12 sezioni in base alla morfologia degli acheni, dell'involucro e altri caratteri (questa suddivisione fatta per scopi pratici non ha valore tassonomico). La specie di questa voce appartiene al Gruppo 2  (gli acheni sono uniformi con un becco più o meno visibile o con un apice bruscamente ristretto) e alla Sezione G  (gli involucri dei capolini sono lunghi 10 - 20 mm; gli acheni hanno 10 - 13 coste).
I caratteri distintivi per la specie di questa voce sono:
- le foglie cauline sono amplessicauli.
- l'involucro è lungo 9 - 16 mm ed è ghiandoloso:
- gli acheni hanno 10 - 12 coste e sono uniformi;
- almeno una parte degli acheni hanno il becco ben visibile (in altri casi nessun achenio ha il becco).

Il numero cromosomico della specie è: 2n = 8.

### Specie simili
Allo stesso gruppo e sezione appartengono le seguenti specie:
- Crepis alpestris (Jacq.) Tausch - Radichiella alpestre: le foglie cauline sono amplessicauli; l'involucro ha una forma emisferica (7 - 12 x 9 – 16 mm), è ghiandoloso e grigio-tomentoso; i fiori sono lunghi da 18 a 23 mm.
- Crepis paludosa (L.) Moench. - Radichiella a pappo giallastro: le foglie cauline sono amplessicauli; l'involucro ha una forma subcilindrica (3 - 8 x 10 – 12 mm) e le brattee sono ricoperte da setole nerastre e ghiandole più chiare; i fiori sono lunghi da 18 a 23 mm.
- Crepis sprengelii Nicotra - Radichiella siciliana: le foglie cauline (se presenti) non sono amplessicauli; l'infiorescenza si presenta con pochi capolini (1 - 4); i fiori ligulati sono lunghi 17 mm; gli acheni sono lunghi 12 – 13 mm. (Nella "Flora d'Italia" questa specie è denominata Crepis gussonei Greuter.[12])
- Crepis tectorum L. - Radichiella dei tetti: le foglie cauline (se presenti) non sono amplessicauli; gli acheni sono lunghi 2,5 - 4,5 mm.

### Sinonimi
Sono elencati alcuni sinonimi per questa entità:
- Barkhausia mucronata Bertol.
- Berinia alpestris  Sch.Bip.
- Brachyderea alpestris  Sch.Bip. ex Nyman
- Crepis albida  All.
- Crepis alpestris  Rchb.
- Crepis longifolia  Hegetschw.
- Crepis mucronata  Ces., Pass. & Gibelli
- Hapalostephium alpestre  Sweet
- Hieracium alpestre  Jacq.
- Hieracium stenophyllum  Vuk.
- Soyeria alpestris  Mutel